# Лінійна часткова інформація
Лінійна часткова інформація (ЛЧІ) — метод прийняття рішень на основі недостатньої або нечіткої інформації. Запровадив 1970 року польсько-швейцарський математик Едвард Кофлер для спрощення процесів ухвалення рішень. Порівняно з іншими методами, ЛЧІ-нечіткість є алгоритмічно простою та, особливо при ухваленні рішень, більш практично орієнтованою. Замість індикаторної функції особа, яка приймає рішення, лінеаризує будь-яку нечіткість, встановлюючи лінійні обмеження для нечітких розподілів імовірностей або нормалізованих ваг. У ЛЧІ-процедурі особа, яка ухвалює рішення, лінеаризує будь-яку нечіткість замість застосування функції приналежності. Це можна зробити, встановивши стохастичні та нестохастичні ЛЧІ-співвідношення. Змішана стохастична та нестохастична фазифікація часто є основою для ЛЧІ-процедури. Використовуючи ЛЧІ-методи, будь-яку нечіткість у будь-якій ситуації ухвалення рішень можна розглянути на основі лінійної нечіткої логіки.

## Визначення
Будь-яку стохастичну часткову інформацію СЧІ(p), яку можна розглядати як розв'язок системи лінійних нерівностей, називають лінійною частковою інформацією ЛЧІ(p) відносно ймовірності p. Її можна розглядати як ЛЧІ-фазифікацію ймовірності p, що відповідає концепціям лінійної нечіткої логіки.

## Застосування
Принцип максимізації мінімального очікуваного значення (MaxEmin)Щоб отримати максимально обґрунтоване очікуване значення, особа, яка ухвалює рішення, повинна обрати стратегію, яка максимізує мінімальне очікуване значення. Ця процедура є розширенням принципу Бернуллі.
Принцип максимізації мінімальної ваги (MaxWmin)Цей принцип приводить до максимальної гарантованої вагової функції відносно екстремальних ваг.
Принцип прогностичного рішення (ППР)Цей принцип ґрунтується на прогностичній інтерпретації стратегій в умовах нечіткості.

## Нечітка рівновага та стійкість
Попри розмитість інформації, часто необхідно обрати оптимальну, найобережнішу стратегію, наприклад, в економічному плануванні, в конфліктних ситуаціях або в щоденних рішеннях. Це неможливо без концепції нечіткої рівноваги. Поняття нечіткої стійкості розглядається як розширення на часовий інтервал з урахуванням відповідної області стійкості особи, яка ухвалює рішення. Що складніша модель, то м'якший вибір потрібно розглянути.
Ідея нечіткої рівноваги ґрунтується на принципах оптимізації. Отже, необхідно проаналізувати стабільність MaxEmin, MaxWmin та ППР. Порушення цих принципів часто призводить до неправильних прогнозів та рішень.

## Точка рівноваги ЛЧІ
Розглядаючи задану ЛЧІ-модель ухвалення рішень як згортку відповідних нечітких станів або множини збурень, стратегія нечіткої рівноваги залишається найобережнішою, попри наявність нечіткості. Будь-яке відхилення від цієї стратегії може призвести до збитків для того, хто ухвалює рішення.